# Ulota calvescens
Ulota calvescens là một loài Rêu trong họ Orthotrichaceae. Loài này được Wilson miêu tả khoa học đầu tiên năm 1862.